# Florian Faist
Florian Faist (* 10. April 1989) ist ein ehemaliger österreichischer Fußballtorwart.

## Karriere
Faist begann seine Karriere beim USV Hartberg Umgebung. Ab 2005 spielte er für die Kampfmannschaft in der fünftklassigen Oberliga. Im Sommer 2008 wechselte er zum TuS Greinbach. Nach über drei Jahren bei Greinbach wechselte er im Jänner 2012 zum SV Anger.
Zur Saison 2012/13 schloss er sich dem TSV Pöllau an. Nach einem halben Jahr kehrte er zu Hartberg Umgebung zurück. Dort blieb er aber ebenfalls nur ein halbes Jahr, ehe er im Sommer 2013 zum Landesligisten SV Anger zurückkehrte.
Zur Saison 2014/15 wechselte er zum Zweitligisten TSV Hartberg. Im August 2014 debütierte er in der zweiten Liga, als er am siebten Spieltag jener Saison gegen die Kapfenberger SV in der Startelf stand. Zu Saisonende musste er mit Hartberg in die Regionalliga absteigen. Nach zwei Jahren gelang der Wiederaufstieg in den Profifußball.
Mit Hartberg konnte er 2018 in die Bundesliga aufsteigen. Im Oberhaus kam er in fünf Jahren zu sechs Einsätzen. Nach der Saison 2022/23 beendete er seine Karriere.